# Argumentum a fortiori
Die mittellateinische Redewendung argumentum a fortiori wird sprachlich (hauptsächlich in der Rechtswissenschaft, Theologie oder in der Mathematik) mit den Bedeutungen:
- „vom Stärkeren her“
- „erst recht“
- „umso mehr“ bzw. „umso weniger“
- „nach dem stärker überzeugenden Grunde“

verwendet, um einen Beweis einer Behauptung durch eine schon bewiesene stärkere Behauptung auszudrücken. Ein logischer Schluss nach dieser Methode wird auch als „Erst-recht-Schluss“ bezeichnet (Beispiel: Wenn es verboten ist, zu zweit auf einem Fahrrad zu fahren, ist es erst recht verboten, zu dritt auf einem Fahrrad zu fahren). Für den „Erst-recht-Schluss“ unterscheidet man
- A maiore ad minus: Schluss vom Größeren auf das Kleinere
- A minore ad maius: Schluss vom Kleineren auf das Größere

Das Argumentum a fortiori wird meist zur Bekräftigung von Behauptungen eingesetzt, manchmal auch um einen logischen Schluss vorzutäuschen, wo keiner vorliegt (Petitio principii).

## Zum Begriff
Das Argumentum a fortiori ist ein kontroverses Thema der philosophischen Relativismusdebatten, weil eine wichtige argumentativ-hermeneutische Schlussform im Talmud, kal va-chomer (hebräisch: קל וחומר), darauf bezogen wird. Während Autoren wie Daube, der die These von der grundlegend gleichen Schlussform von Argumentum a fortiori und Kal va-homer 1949 wissenschaftlich etablierte, und Dov Gabbay die kulturelle Invarianz von Vernunft verteidigen, nutzt die u. a. von Eilberg-Schwartz vertretene relativistische Gegenposition das Verhältnis der beiden Schlüsse um in dieser Rationalitätsdebatte für die kulturell-bedingte Geltungsbeschränkung der Logik zu argumentieren.

## Belege
1. ↑  David Daube: Rabbinic Methods of Interpretation and Hellenistic Rhetoric. In: Hebrew Union College Annual. Bd. 22, 1949, ZDB-ID 1392696-2, S. 239–265, Digitalisat (PDF; 4,98 MB).
2. ↑  Michael Abraham, Dov M. Gabbay, Uri Schild: Analysis of the Talmudic Argumentum A Fortiori Inference Rule (Kal Vachomer) using Matrix Abduction. In: Studia Logica. Bd. 92, Nr. 3, August 2009, ISSN 0039-3215, S. 281–364, doi:10.1007/s11225-009-9202-5.
3. ↑  Naomi Janowitz, Andrew J. Lazarus: Rabbinic Methods of Inference and the Rationality Debate. In: The Journal of Religion. Bd. 72, Nr. 4, Oktober 1992, ISSN 0022-4189, S. 491–511.